# St. Benedikt (Tauting)

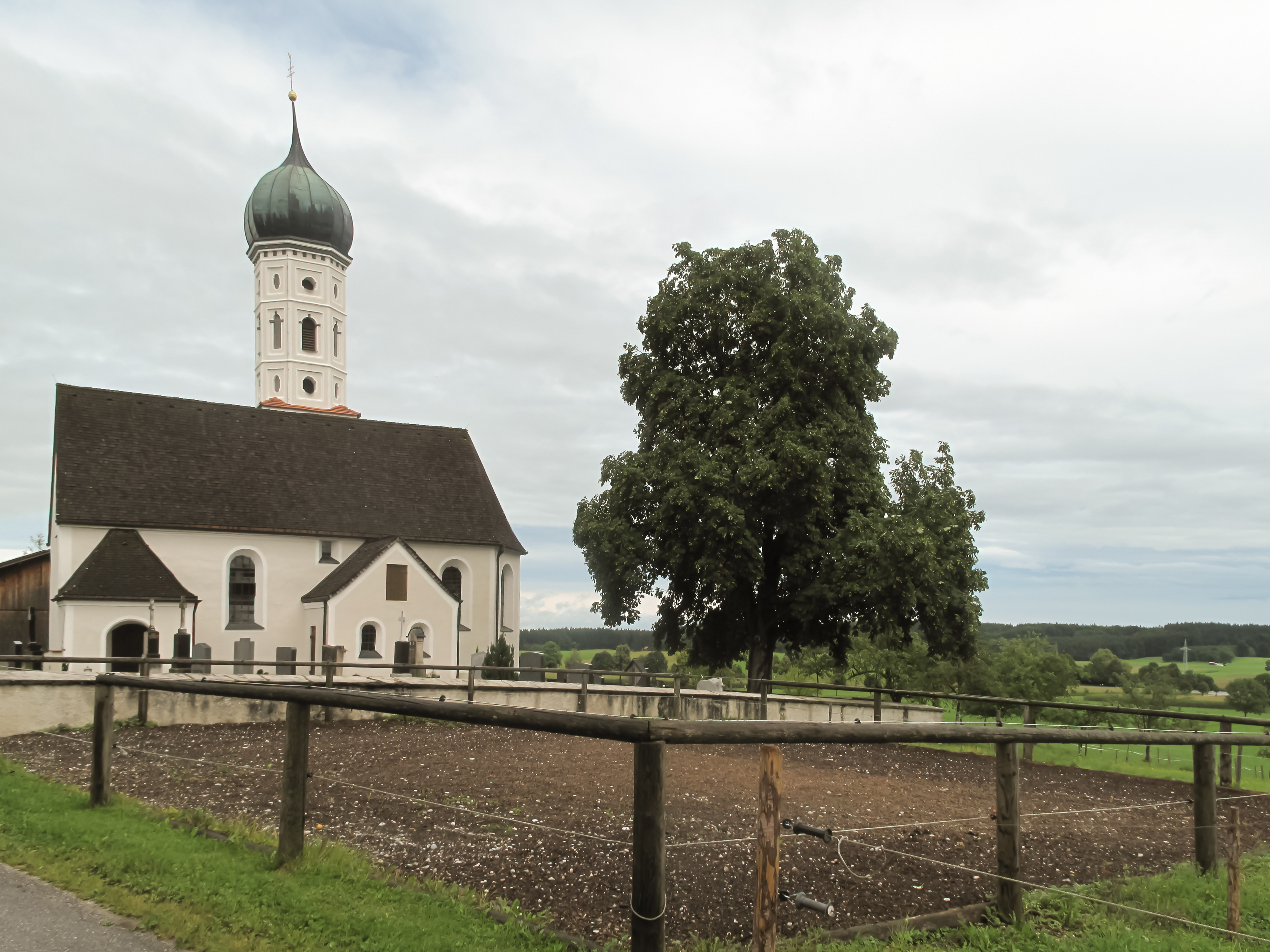
St. Benedikt in Tauting

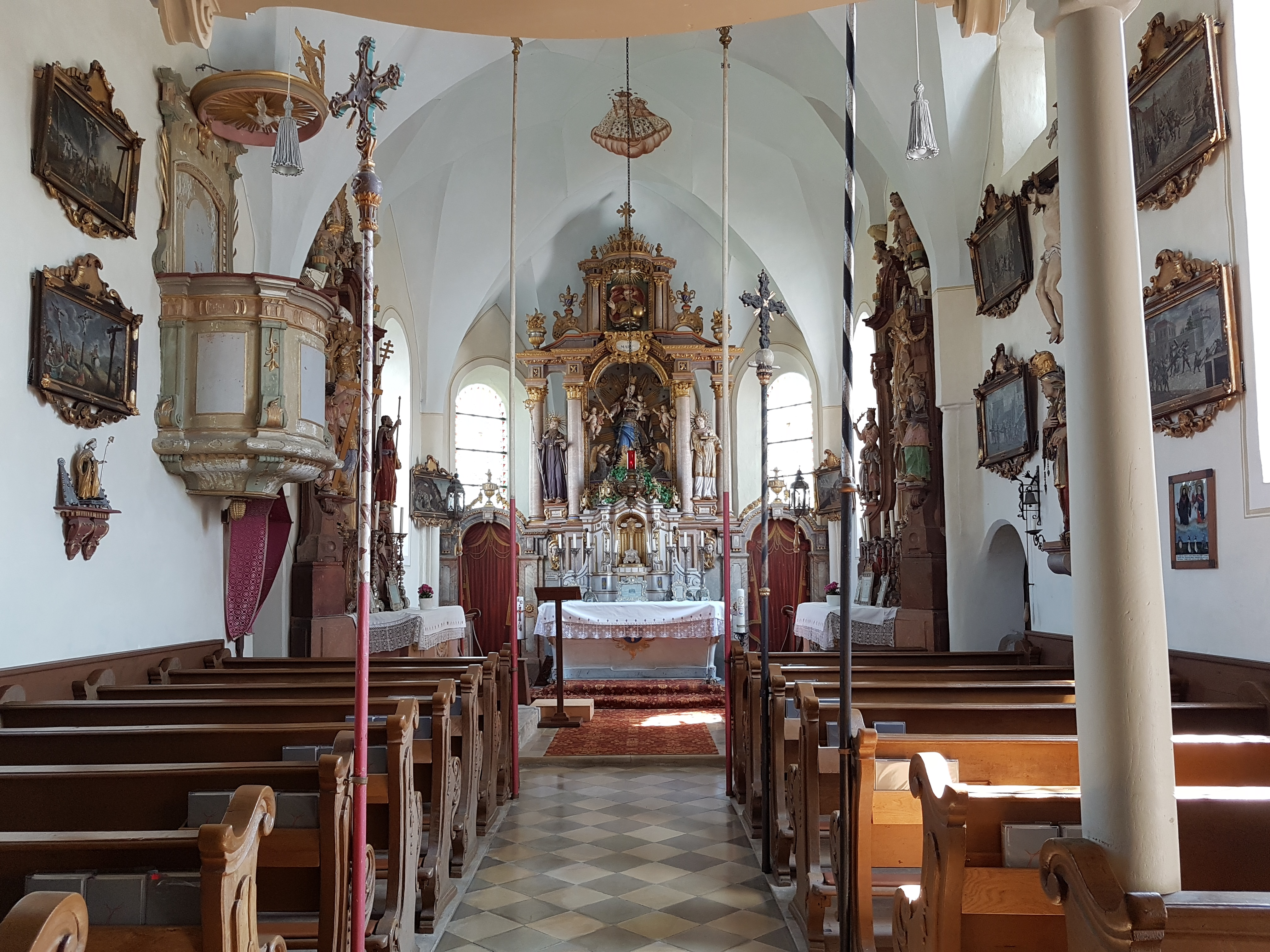
Innenansicht

Die römisch-katholische Filialkirche St. Benedikt steht in Tauting, einem Gemeindeteil von Eglfing im oberbayerischen Landkreis Weilheim-Schongau. Sie ist in der Liste der Baudenkmäler in Eglfing als Baudenkmal unter der Nr. D-1-90-121-7 eingetragen. Die Kirche gehört zum Dekanat Weilheim-Schongau im Bistum Augsburg.

## Beschreibung
Die spätgotische Saalkirche wurde zwischen 1480 und 1550 erbaut. Sie besteht aus dem Langhaus, dem dreiseitig geschlossenen Chor im Osten, der Sakristei an der Südwand und dem Chorflankenturm auf quadratischem Grundriss an der Nordwand des Chors. Ein Vorbau an der Südwand des Langhauses führt zum Portal. Am Ende des 17. Jahrhunderts wurde der Chorflankenturm um drei achteckige Geschosse erhöht, von denen das mittlere den Glockenstuhl enthält, und mit einer Zwiebelhaube bedeckt.
Der Innenraum ist mit einem Netzgewölbe überspannt, dessen Anfänger abwechselnd auf Wandpfeilern mit angekehlten Ecken und vorgelegten Diensten oder auf als Köpfe gestalteten Kragsteinen aufliegen. Das Gewölbe des Vorbaus ist durch zwei Schlusssteine mit Darstellungen des hl. Benedikt und der Muttergottes sowie vier Engel an den Ansätzen der Rippen ausgezeichnet.
Die Kirchenausstattung stammt aus dem 18. Jahrhundert. Der 1706 gebaute Hochaltar ist von den Skulpturen der Maria, des Benedikt von Nursia und des Stephanus umgeben.  Die Seitenaltäre aus dem späten 18. Jahrhundert zeigen links Skulpturen der hll. Sylvester, Philippus und Jakobus, rechts die hll. Anna mit Maria, Katharina und Barbara.

## Orgel

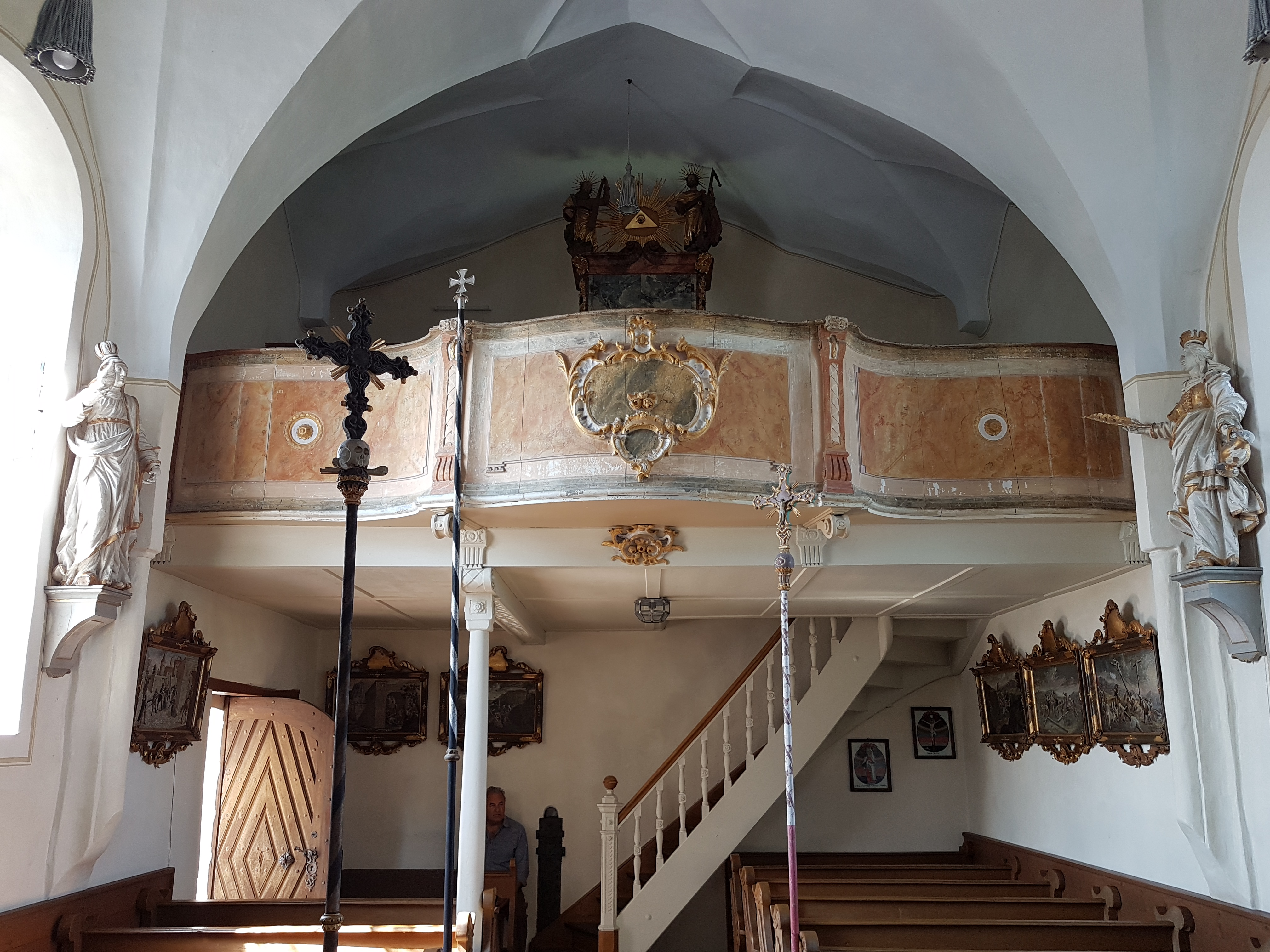
Die Orgel

Die Orgel mit vier Registern auf einem Manual und angehängtem Pedal wurde um 1700 von einem unbekannten Orgelbauer erbaut. Die Tastatur ist mit einer gebrochenen Baßoktave ausgestattet. Am Gehäuse sind Einschnitte für die Tragstangen noch sichtbar. Vermutlich handelt es ich um eine ehemalige Prozessionsorgel aus dem Kloster Benediktbeuern. Die Disposition lautet:
| Manual     |    |
| Gedeckt    | 8′ |
| Salicional | 8′ |
| Flöte      | 4′ |
| Octav      | 2′ |

| Pedal     |
| angehängt |